# Reggie Redding
Reginald Edward Redding, detto Reggie (Filadelfia, 18 luglio 1988), è un ex cestista statunitense.

## Palmarès
- Campionato tedesco: 1

Bayern Monaco: 2017-18
- Coppa di Germania: 2

ALBA Berlino: 2014
Bayern Monaco: 2018
- Coppa di Serbia: 1

Partizan Belgrado: 2020
- Supercoppa tedesca: 2

Alba Berlino: 2013, 2014